# تشيرفونوبارتيزانسك
تشيرفونوبارتيزانسك هي مدينة من مدن أوكرانيا. يبلغ عدد سكانها 15659 نسمة وذلك حسب إحصائيات سنة 2013.